# Edificio La Alameda
El Edificio Alameda, también conocido como La Alameda, es un inmueble residencial de estilo moderno ubicado en el Paseo del Prado de la ciudad de La Paz, Bolivia. Con 27 pisos distribuidos en una altura de 105 metros, es el 16.º edificio más alto de la ciudad.
Ubicado en la Av. 16 de Julio, fue el primer edificio de Bolivia en superar los 15 pisos. Fue inaugurado en el año de 1969, convirtiéndose en el edificio más alto de Bolivia por los siguientes 13 años, siendo superado por el edificio del Banco Central de Bolivia en 1980.